# Ousmane Doumbia
Ousmane Doumbia  (* 21. Mai 1992 in Adjamé) ist ein ivorischer Fußballspieler, der auf der Position des Mittelfeldspielers spielt. Er ist der Bruder des ivorischen Nationalspielers Seydou Doumbia.

## Karriere
Ousmane Doumbia wurde in der Elfenbeinküste bei AS Athlétic Adjamé ausgebildet, bevor er im Jahr 2013 in die Schweiz wechselte. Er wurde vom Traditionsverein Servette FC Genève leihweise mit Kaufoption ins Kader aufgenommen. Die Kaufoption wurde nach guten Leistungen von Doumbia gezogen und ein Vertrag unterbreitet.
In der Saison 2016/17 zog sich Doumbia eine schwere Verletzung zu und fiel über eine Saison aus, was auch das Ausscheiden aus dem Kader der 1. Mannschaft des Servette FC mit sich brachte.
Seit der Saison 2017/18 spielt Doumbia beim FC Winterthur, wo er zum Stammspieler mit 87 Einsätzen avancierte.
Zur Saison 2020/21 wechselte er in die Super League zum FC Zürich.